# Artur Guttmann
Artur Guttmann (* 21. August 1891 in Wien; † 3. September 1945 in Los Angeles) (Pseudonyme: Otto Erwin, Otto Erwin Kulm) war ein österreichischer Kapellmeister und Filmkomponist.

## Leben und Werk
Der Sohn eines Musikers wurde von Josef Labor, Josef Sulzer und Karl Gille ausgebildet. Er begann seine künstlerische Laufbahn 1909 als Leiter des Knabenchores an der Wiener Volksoper. 1912 wurde er Kapellmeister am Johann Strauß-Theater, wo er bis 1914 blieb. Nach Kriegsende dirigierte er unter anderem ab 1919 in Berlin an der alten Komischen Oper, am Central-Theater (1921/22) und am Theater im Admiralspalast (1931), bis zu seiner Emigration leitete er dann das Orchester des Ufa-Palasts am Zoo.
Während der 1920er Jahre spielte Guttmann in Berlin auch zu öffentlichen Veranstaltungen mit seinen „Jazz-Symphonikern“ auf.
Guttmann war als Dirigent auch gern gehörter Gast am Berliner Rundfunk. Bei der Lindström-Marke Odeon machte er zwischen Juni 1928 und Oktober 1929 etwa 40 Plattenaufnahmen, bei denen er die „Universum-Sinfoniker“ bzw. das „UFA Sinfonie-Orchester“ dirigierte.
Seit Mitte der 1920er Jahre komponierte er Begleitmusik für Stummfilme und dirigierte die Kinoorchester in Berliner Lichtspielhäusern. Mit Beginn des Tonfilmzeitalters wurde er zu einem der frequentiertesten Komponisten im deutschsprachigen Film. Meist arbeitete Guttmann dabei mit Kollegen zusammen, so z. B. mit Friedrich Hollaender und Will Meisel bei der Tonfilmfassung des Dramas Der Andere von 1930, mit Franz Wachsmann bei Scampolo, ein Kind der Straße oder mit Allan Gray bei Die Gräfin von Monte Christo, beide 1932.
Bei der ersten Verfilmung des Romans „Berlin-Alexanderplatz“ von Alfred Döblin 1931 dirigiert er die Aufnahme der Filmmusik von Allan Gray. Seine eigene Komposition dirigierte er bei dem Historiendrama Danton in der Regie von Hans Behrendt 1931, bei dem Carl-Boese-Schwank Meine Cousine aus Warschau 1931 oder der Krisen-Komödie Man braucht kein Geld 1932.
Seine Tonfilmschlager wurden von ersten Kapellen seiner Zeit wie dem Jazzorchester von Theo Mackeben, dem Tanzorchester von Paul Godwin oder dem Marek-Weber-Orchester gespielt, von Künstlern wie Fritzi Massary, Trude Berliner oder Paul O’Montis interpretiert und auf der Schallplatte der Nachwelt überliefert.
Nach der „Machtergreifung“ der Nationalsozialisten 1933 kehrte der jüdischstämmige Guttmann nach Wien zurück; 1936 emigrierte er über Spanien auf Einladung der Filmfirma MGM in die USA.
In Hollywood fungierte er einige Male als musikalischer Leiter, erhielt aber nur zweimal Aufträge zu eigenen Kompositionen. Seine letzte Arbeit war die Musik zu dem Anti-Goebbels-Film Enemy of Women 1944.
Artur Guttmann ist weder zu verwechseln mit dem Chordirigenten Alfred Guttmann (1873–1951) noch mit dem österreichischen Theaterschauspieler Arthur Guttmann (1877–1956).

## Filmografie
- 1924: Prater
- 1926: Wie einst im Mai
- 1926: Der Sohn des Scheichs (The Son of the Sheik)
- 1927: Die Frauengasse von Algier[18]
- 1927: Die Czardasfürstin
- 1927: Die tolle Lola
- 1927: Der Fürst von Pappenheim
- 1927: Männer vor der Ehe[19]
- 1927: Der Kampf des Donald Westhof
- 1927: Herkules Maier
- 1928: Der alte Fritz (2 Teile)
- 1928: Panik
- 1928: Schuldig
- 1928: Das Grabmal einer großen Liebe
- 1928: Looping the Loop
- 1928: Das Girl von der Revue
- 1928: Liebe und Diebe
- 1928: Der Mann mit dem Laubfrosch
- 1929: Skandal in Baden-Baden
- 1929: Mein Herz ist eine Jazzband
- 1929: Der Narr seiner Liebe
- 1929: Autobus Nr. 2
- 1929: Das brennende Herz
- 1929: Phantome des Glücks[20]
- 1930: Liebe im Ring
- 1930: Das Donkosakenlied
- 1930: Der Walzerkönig
- 1930: Der Andere
- 1930: Drei Tage Mittelarrest
- 1930: Susanne macht Ordnung
- 1931: Grock
- 1931: Danton
- 1931: Der wahre Jakob
- 1931: Meine Cousine aus Warschau
- 1931: Salto Mortale
- 1931: Dienst ist Dienst
- 1931: Berlin – Alexanderplatz (Dirigat)
- 1931: Der brave Sünder
- 1931: Der Weg nach Rio
- 1932: Durchlaucht amüsiert sich
- 1932: Die Gräfin von Monte Christo
- 1932: Man braucht kein Geld
- 1932: Die grausame Freundin
- 1932: Der Hexer
- 1932: Traum von Schönbrunn
- 1932: Scampolo, ein Kind der Straße
- 1933: Das Glück von Grinzing
- 1934: Karneval und Liebe
- 1935: Alles für die Frau (De vier mullers)
- 1935: Alles für die Firma
- 1936: Mit Musik durchs Leben
- 1936: Fräulein Lilli
- 1940: I Take This Woman
- 1941: Die Unvollendete (New Wine) (musikal. Bearbeitung)
- 1943: Auch Henker sterben (Hangmen Also Die!)
- 1944: Enemy of Women

## Kompositionen außerhalb des Films
- Die Studenten-Leni. Operette. Uraufführung Wien, 1909
- Wohin es noch führen wird oder Das Zuckergoscherl. Operette, Text Fritz Löhner-Beda, Musik nach Motiven Richard Wagners. Uraufführung Wien, 1918
- Pantomimen
- Lieder[21]

## Tondokumente (Auswahl)
- Odeon O-2825 a (Matrizennummer Be 8049) Die Hochzeit der Winde. Walzer (John T. Hall)
- Odeon O-2825 b (Matrizennummer Be 6936-2) Faszination. Walzer (F. D. Marchetti)

“Artur Guttmann mit seinen Universum-Sinfonikern” Aufgenommen 28. Februar 1929 (a) / 26. September 1928 (b)
- Odeon O-11 492 a (Matrizennummer Be 8051)       Ungarische Lustspiel-Ouvertüre / Kéler Béla
- Odeon O-11 492 b (Matrizennummer Be 8164)       Frühlingslied / Musik: Felix Mendelssohn Bartholdy

“Artur Guttmann mit seinen Universum-Sinfonikern.” Aufgenommen 28. Februar 1929 (a) / 25. April 1929 (b), Berlin
- Odeon O-6664 a  (Matrizennummer xxB 8135-2) Ouverture zu “Im Reiche des Indra” (Paul Lincke)
- Odeon O-6664 b  (Matrizennummer xxB 8136-2) Ouverture zu “Berlin wie es weint und lacht” (August Conradi)

“UFA-Sinfonie-Orchester, Leitung: Artur Guttmann.” Aufgenommen 26. September 1928, Berlin
- Ultraphon A 531 (Matrizennummer 10 984)    Küsse mich, wenn du mich lieb hast. Lied u. Tango (Guttmann, Meisel u. Schwabach) aus dem Tonfilm "Der Andere". Juan Llossas mit seinem Tango-Orchester. Refraingesang: Walter Jurmann. Aufgenommen im Mai 1930.

- Ultraphon A 1076 (Matrizennummer 18 260)  Für die große Liebe hab ich keine Zeit! English Waltz, aus dem Tonfilm "Durchlaucht amüsiert sich" / Musik von Artur Guttmann, Text von Charles Amberg.  Efim Schachmeister mit seinem Jazz-Orchester, Refraingesang: Eric Helgar. Aufgenommen im März 1932.

- Electrola EG 1768 / 60-812 (Matrizennummer BLR 6030-I) Denkst du noch an mich, mein liebes kleines Mädel? English Waltz aus dem Tonfilm Das Donkosakenlied (Artur Guttmann). Spez. Arrangement von K. Ettlinger. Marek Weber und sein Orchester. Aufgenommen im Februar 1930 in der Singakademie zu Berlin.

## Klangbeispiele
- Im Liebesfalle. Einlage aus der Operette “Madame Pompadour” von Arthur Guttmann, Text nach Julius Freund von Rudolf Schanzer und Ernst Welisch. Fritzi Massary, Sopran in Deutsch mit Orchester. Electrola EW 35 / 8-43084  (Matrizennummer BK 2707-II). Aufgenommen 10. Januar 1928

- Die Susi bläst das Saxophon. Foxtrot (Rudolf Nelson) Odeon-Tanzorchester unter Leitung von Artur Guttmann; Gesang von Paul O’Montis. Odeon A 160 069 a = O-2648 (Matrizennummer B 7488) – Aufgenommen am 31. Oktober 1928

- Boxerlied aus dem Film "Liebe im Ring" (Artur Guttmann, Text von Fritz Rotter). Theo Mackeben mit seinem Jazz-Orchester. Refraingesang: Robert Koppel. Ultraphon A 379 (Matrizennummer 10 701). Aufgenommen im Februar 1930

- Der Soldat ist treu. Marschlied aus dem Tonfilm "Drei Tage Mittelarrest" (Guttmann, Dostal u. Amberg) Paul Godwin Tanz-Orchester, Refraingesang John Hendrik. Grammophon 23 959 (Matrizennummer 3481 BR-II) – 1931

- Für die grosse Liebe hab ich keine Zeit. Lied und English Waltz aus dem Tonfilm "Durchlaucht amüsiert sich" (A. Guttmann – Ch. Amberg) Trude Berliner, begleitet vom Orchester Paul Godwin. Grammophon 24 450 A (Matrizennummer 4302 BR). Aufgenommen Anfang 1932 in Berlin.